# Перо, Эй Джей
Эй Джей Перо (англ. A. J. Pero; 14 октября 1959, Статен-Айленд, Нью-Йорк — 20 марта 2015, Нью-Йорк, Нью-Йорк или Покипси, Нью-Йорк) — американский барабанщик, известный по работе в хэви-метал группах Twisted Sister и Adrenaline Mob.
Перо учился в средней школе Святого Петра на Статен-Айленде, но бросил её из-за того, что преподаватели заставили его подстричь волосы. Вначале он был джазовым барабанщиком, а затем стал тяготеть к более тяжёлой музыке, такой как Rush и Led Zeppelin. Некоторое время Перо работал таксистом, а затем присоединился к местной нью-йоркской группе Cities. В апреле 1982 года он стал барабанщиком группы Twisted Sister, увидев их выступление в клубе и получив информацию о том, что им требуется барабанщик. После ухода из Twisted Sister в июле 1986 года он вновь присоединился к Cities. Перо участвовал в воссоединении Twisted Sister в 1997 году и продолжал выступать с группой до самой смерти. Он также был участником кавер-группы Оззи Осборна No More Tears, которая была хорошо известна в районе Статен-Айленда, штат Нью-Йорк.
В 2007 году Перо создал группу Circle Of Thorns вместе с бывшим гитаристом группы Cities Стивом Мироновичем, известным также как Стив Айронс. В 2011 году Перо сыграл на ударных в песне «Elephant Man» на диске Эрика Карра Unfinished Business. 3 декабря 2013 года Перо был объявлен новым барабанщиком группы Adrenaline Mob.
20 марта 2015 году музыканты группы Adrenaline Mob попытались, но не смогли разбудить Перо в своем гастрольном автобусе. Группа ехала из Балтимора в Покипси. Перо был доставлен в больницу, где его признали умершим от сердечного приступа. В 2017 году группа выпустила свой третий студийный альбом We the People, в который вошла последняя запись Перо — кавер-версия песни Билли Айдола «Rebel Yell».